# Malarstwo radżpuckie

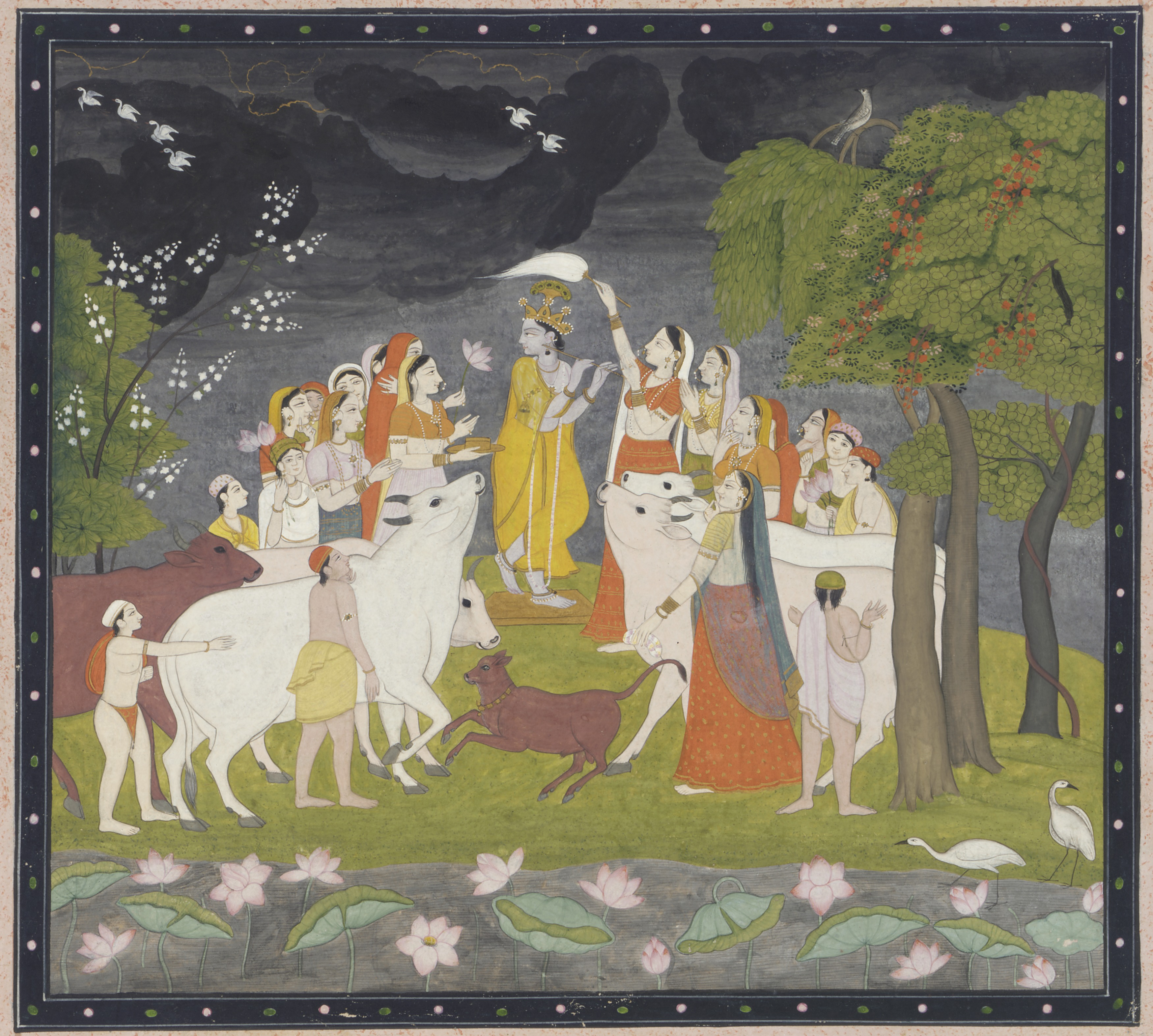
Kryszna grający na flecie

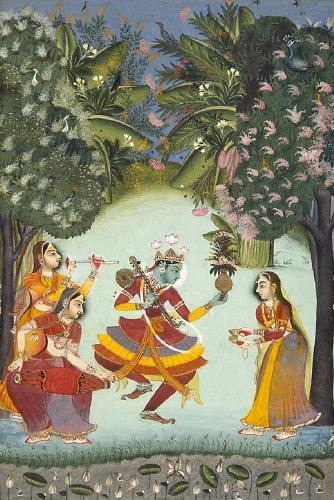
Ragamala: Vasant Ragini

Malarstwo radżpuckie - styl w malarstwie indyjskim, który wykształcił się w okresie od XVI do XVIII w. na dworach maharadżów radżpuckich. Popularne były zwłaszcza miniatury, ale również freski zdobiące wnętrza i zewnętrzne ściany pałaców, zwłaszcza w regionie Shekhawati.

## Historia
Malarstwo radżpuckie wywodzi się ze stylu mogolskiego, ale z silnymi wpływami tradycji lokalnych.

## Tematyka
Najczęstszymi motywami są sceny z życia Kryszny, z Ramajany i Mahabharaty oraz scenki rodzajowe.

## Style
W różnych królestwach radżpuckich z biegiem czasu powstały odmienne style malarskie. Najważniejsze z nich to: szkoła mewarska, szkoła Bundi-Kota kalam, szkoła dżajpurska, szkoła bikanerska, szkoła Kishengarh, szkoła marwarska oraz styl Ragamala, czyli ilustracje do utworów muzyki klasycznej, tzw. raga.